# Lycksele
Lycksele (jihosámsky Liksjoe) je město v severním Švédsku. Je také správním centrem stejnojmenné obce v kraji Västerbotten. Žije v něm přibližně 8 600 obyvatel. Pro svůj historický význam dostalo přezdívku Lappstockholm („laponský Stockholm“).
V roce 1607 zde král Karel IX. Švédský nechal založit kostel a obchodní stanici jako opěrný bod Švédů na sámském území. Byla zde také roku 1634 zřízena vůbec první škola pro Sámy. V roce 1929 se Lycksele stalo městysem a v roce 1946 získalo jako první sídlo ve švédském Laponsku městská práva. V roce 1961 byla otevřena oblastní nemocnice. Významná část obyvatel pracuje v okolních dolech, kde se těží olovo, zinek a zlato.
Městem prochází Modrá cesta, evropská silnice E12 a železniční trať Hällnäs–Storuman. Lycksele má také vlastní letiště. Nachází se zde lesní muzeum, skanzen Gammplatsen a nejsevernější zoologická zahrada ve Švédsku. Na mostě přes řeku Ume stojí pomník prvním osadníkům. Místní tradicí je budování ledového obelisku, který může dosáhnout výšky až 49 metrů.
Město má subarktické podnebí, byl zde naměřen teplotní rekord –43 °C. Je střediskem zimních sportů, sídlí zde hokejový klub Lycksele SK. Místním rodákem je David Rundblad, vítěz Stanleyova poháru 2015.